# Torrellano
Torrellano es una pedanía del municipio de Elche situada en la provincia de Alicante (España). Su núcleo urbano cuenta con 7661 habitantes (INE 2023). Se encuentra 8 km al este de la ciudad de Elche, 10 km al suroeste de la ciudad de Alicante y a 3 km del aeropuerto de Alicante-Elche, que ocupa parte de su partida rural. Su casco urbano es atravesado por la carretera Alicante-Murcia (N-340).
En su territorio se encuentra el Instituto Ferial de Alicante (IFA) y el Elche Parque Empresarial que, con 3 000 000 m² construidos, es uno de los mayores polígonos industriales de la ciudad de Elche y de España. Este parque es un referente provincial y en él se encuentran las sedes o sucursales de las principales marcas internacionales de calzado español, aunque no está dedicado exclusivamente a este sector. Torrellano destaca también por su agricultura de tipo mediterráneo, en especial por el cultivo de almendros, granados, limoneros y diversas hortalizas. 
En los últimos años, Torrellano presenta un fuerte crecimiento demográfico (del 67 % entre 2000 y 2021).
En los últimos años ha nacido un movimiento generalizado por toda la población, que busca su independencia del ayuntamiento de Elche. Esto se debe a que al maltrato institucional que ha recibido Torrellano históricamente.

## Etimología
La denominación de todos los pueblos cuyo nombre se inicia con la palabra Torre, tiene su origen en uno de estos dos argumentos:  son lugares fundados sobre terrenos en donde hubo una torre vigía de las construidas para detectar y defenderse de las incursiones berberiscas, durante los siglos XIV, XV o XVI, o son lugares fundados con denominación sobre los apellidos de un Señor.
En Torrellano cabría cualquiera de estas dos posibilidades. La primera, porque es lugar próximo al mar y está en la orla plana de la costa alicantina. La segunda, porque su denominación documentada procede de registros correspondientes a la segunda partición de la Gobernación de Orihuela hecha en tiempos del Rey Don Jaime II a señor con jurisdicción de horca y cuchillo (según Martínez Paterna "Historiador de la Ciudad de Orihuela". Orihuela 1632).
Pero si tal denominación procediese del primer argumento de entre los dos esgrimidos, su origen lógico sería Torre del Llano. Mas no es así. La denominación de este lugar, que encontramos en la más antigua documentación relativa a su existencia, es la de Torre de Llanos, lo que, naturalmente, nos inclina a pensar que tal nombre no obedece a causas del primer supuesto, sino a causas del segundo. Según esta tesis, el actual Torrellano procede de la originaria denominación de este lugar, así confeccionada en función del apellido de su primer Señor.

## Historia
Tradicionalmente a Torrellano Alto se le ha llamado “Lo i More”, que viene a significar “lo que pertenece a More”. Tenemos en la Partida muchos casos similares, como Lo i Ganga, Lo Reus, Lo i Quiles …
Este ha sido un topónimo que se ha transmitido oralmente de generación en generación por labradores y pastores y pocas son las referencias escritas del mismo. En el pasado llegó a ser más conocida la zona por este nombre que por el propio Torrellano. 
El origen del mismo proviene de su propietario George Moore, un irlandés exiliado en Alicante por la persecución de los católicos en su país (tal vez también movido en busca de prosperidad). Se instaló a finales del siglo XVIII consiguiendo una considerable fortuna comerciando especialmente bacalao.
Con el tiempo fue comprando grandes extensiones de tierra en Torrellano. Finalmente cuando se relajaron las leyes discriminatorias regresó a su Irlanda natal, construyendo en el Condado de Mayo una mansión llamada Moore Hall, dejando en España el topónimo “Lo i More”.
Algo muy similar ocurre con la Partida de Torrellano Bajo, que desde tiempo inmemoriales se le ha llamado tradicionalmente “Sempere”.  Quizás este topónimo provenga del Santo de la ermita de Torrellano Bajo, Sant Pere, que por el uso y transcurso del tiempo degeneró en “Sent Pere” y de ahí a Sempere.
En cualquier caso el nombre oficial de la partida de Torrellano proviene del Condado de su mismo nombre, otorgado por el archiduque Carlos de Austria a don Juan Francisco Vaillo de Llanos, en 1716. Dicho título fue concedido en agradecimiento a su apoyo en la guerra de sucesión a la Corona española, y fue ratificado por el Rey Felipe V mediante el Tratado de Viena de 1725.

## Deportes
Clubes deportivos de Torrellano:
- Athletic Club Torrellano.
- Union Torrellano Fútbol Club.
- Club Balonmano Torrellano.
- Judo Club Torrellano.

## Transportes
Torrellano dispone de una buena comunicación ya que una de sus principales vías, la Avenida Íllice, es traspasada por la N-340. Actualmente Torrellano dispone de la línea 90 de autobús (Crevillente-Elche-Alicante) y también del cercanías Múrcia-Alicante, también dispone de la línea 1A-B, que lo comunica con el Aeropuerto, el Altet, Arenales del sol y en el sentido contrario con Elche.

## Fiestas
Torrellano consta tanto de fiestas de verano como de fiestas de invierno. Las fiestas de invierno son en diciembre en honor a la patrona la virgen de la  Inmaculada Concepción durante las cuales se celebra un concurso de dibujos navideños en el colegio Antonio Machado y además tiene lugar una procesión solemne por las calles del pueblo en la cual la virgen es portada y acompañada por los ciudadanos de Torrellano y por último enfrente de la iglesia la virgen es bañada con una lluvia de fuegos artificiales.
Las de verano son a finales de julio. Durante éstas las fiestas el pueblo se plaga de barracas que cierran a las 6 de la madrugada. Entre las actividades nos encontramos con "despertás" todos los días, concursos de paellas, de caliche, patinaje, música tradicional y desde el 2007 la "mitat de mitja marató" carrera de 10 km que se disputa el penúltimo domingo del mes de julio, pólvora por todas partes y como no el desfile humorístico en el cual participan barracas, calles y todo aquel que se quiera apuntar.

## Personajes ilustres
- Bernardino Landete, jinete de salto ecuestre y rejoneo, vivió sus últimos años en Torrellano.
- Isabel Fernández Gutiérrez, medallista olímpica y reconocida yudoca internacional, es natural de Torrellano.
- Juanjo, ganador de Gran Hermano 6 (reality show televisivo de Tele5) vive en Torrellano desde hace muchos años.
- Kiko Martínez, boxeador, cuatro veces campeón de Europa y tres del mundo, es nacido y vecino de Torrellano.
- Nerea San Martin. Participante en el programa Fama, A Bailar. Fue al instituto de Torrellano.
- José Manuel Sempere. Jugó como portero del Valencia CF (1980-1995).